# 옥서초등학교
옥서초등학교(玉西初等學校)는 대한민국 울산광역시 남구 옥동에 있는 공립 초등학교이다.

## 학교 연혁
- 1992.01.09 옥서초등학교 설립 인가
- 1993.03.01 옥동국민학교에서 분리 개교(20학급)
- 2001.09.10 격동초등학교 분리 개교(407명)
- 2006.09.01-2008.08.31 초등영어교육연구학교(교육인적자원부)
- 2011.09.01 제10대 하복근 교장 부임
- 2012.02.16 제19회 졸업식(졸업생 총수 5442명)
- 2012.03.01 29학급 편성
- 2013.02.22 제20회 졸업식(졸업생 총수 5672명)
- 2013.03.01 26학급 편성
- 2013.03.01 제11대 조광호 교장 부임
- 2013.03.01-2014.02.28 울산광역시교육청 지정 표준화교육 연구학교 운영
- 2013.03.01-2014.02.28 식품의약품 안전처 지정 영양교육 시범학교 운영, 울산광역시 지정 소비생활 시범학교 운영, 강남교육지원청 지정 2013 사이버초등영어 글짓기반(영글첨삭교실) 운영
- 2014.02.22 제21회 졸업식(167명 졸업, 누계 5,839명)
- 2015.03.01 23학급 편성

## 참고 자료
- 옥서초등학교 - 한국교육학술정보원 학교알리미